# Зюплингенбург
Зюплингенбург (Сюплингенбург) (на немски: Süpplingenburg) е община в окръг Хелмщет в Долна Саксония, Германия, с 654 жители (2015).
Намира се близо до общината Зюплинген. Замъкът Суплинбург попада чрез женитба на граф Гебхард, бащата на Лотар III (крал 1125 – 1137 и император на Свещената Римска империя 1133 – 1137).